# Marià Rosselló Barbarà
Marià Rosselló Barbarà, nascut el 1939 a Llucmajor, Mallorca, és un uròleg i andròleg mallorquí.
Rosselló es llicencià en medicina i cirurgia a la Universitat de Barcelona el 1964 especialitzant-se després (1968) en urologia i andrologia a l'Escola Professional d'Urologia, Nefrologia i Andrologia de l'Hospital de la Santa Creu i Sant Pau (Fundació Puigvert) de Barcelona. També s'especialitzà en medicina del treball i en medicina de l'educació física i l'esport. Promogué, el 1977, el Sindicat Mèdic Lliure de Balears del qual fou el primer president fins al 1983. El 1980 fundà el Centre d'Urologia, Andrologia i Sexologia de Balears Arxivat 2011-01-29 a Wayback Machine..
És un dels pioners a Espanya en l'estudi i tractament de la disfunció sexual, molt concretament en l'implant de pròtesi de penis i en el seu allargament i engrossiment. És l'inventor del rigidòmetre d'inflexió digital, equip electrònic de diagnòstic de la disfunció erèctil, mesurador de la rigidesa axial i la pressió intracavernosa del penis. També ha desenvolupat amb l'uròleg d'origen peruà Hernán Carrión, del University of Miami Hospital, el cavernòtom C&R (Carrión & Rosselló), instrument quirúrgic per a la cirurgia de l'implant de pròtesi de penis. El 1993 publicà l'estudi La impotència és reversible en col·laboració amb l'uròleg nord-americà Steven K. Wilson.
És membre de la Societat Espanyola d'Urologia, soci fundador de l'Associació Espanyola d'Andrologia, membre titular de la Confederación Americana de Urología, de la Société Internationale d'Urologie (SUI), membre de la International Society of Andrology, de la Sociedad Española de Fertilidad (SEF) Arxivat 2011-01-12 a Wayback Machine., de la International Society for Sexual and Impotence Research (ISSIR), i de la Society for the Study of Impotence.

## Distincions
- Premi d'Andrologia Josep Maria Pomerol i Serra de la Fundación Puigvert (2010).